# Аллейн, Ливингстон
Ливингстон Аллейн (англ. Livingstone Alleyne, род. 8 февраля 1971) — барбадосский трековый велогонщик. Участник летних Олимпийских игр 1992 года.

## Карьера
В 1992 году был включён в состав сборной Барбадоса на летних Олимпийских играх в Барселоне. На них выступил в двух трековых гонках.
Сначала  в гите, где занял 24-е место среди 32-х участников, уступив почти 6 секунд победителю Хосе Мануэлю Морено (Испания).
А затем в спринте. В его квалификации показал 19-й результат. Затем в первом раунде вместе с Роберто Кьяппой (Италия) уступил Хосе Ловито (Аргентина), в результате чего вынужден был участвовать в утешительном полуфинале. Там уступил Николаю Ковшу (Объединённая команда) и закончил выступление.